# Birgit Friggebo
Birgit Friggebo (ur. 25 grudnia 1941 w m. Falköping) – szwedzka polityk, posłanka do Riksdagu, wiceprzewodnicząca Ludowej Partii Liberałów, minister w kilku gabinetach.

## Życiorys
Kształciła się w szkole handlowej Frans Schartaus Handelsinstitut. Pracowała w różnych instytucjach, m.in. zajmujących się kwestiami mieszkalnictwa. Działaczka Ludowej Partia Liberałów, w 1972 dołączyła do zarządu partii, w latach 1983–1993 była jej wiceprzewodniczącą. W 1979 wybrana do szwedzkiego parlamentu. Mandat uzyskiwała także w wyborach w 1985, 1988, 1991 i 1994. Wchodziła w skład rządów, którymi kierowali Thorbjörn Fälldin, Ola Ullsten i Carl Bildt. Pełniła funkcje ministra bez teki (1976–1978), ministra mieszkalnictwa (1978–1982, 1991) oraz ministra kultury (1991–1994). W latach 1998–2003 zajmowała stanowisko gubernatora okręgu administracyjnego Jönköping.